# Melanaspis squamea
Melanaspis squamea är en insektsart som beskrevs av Ferris 1943. Melanaspis squamea ingår i släktet Melanaspis och familjen pansarsköldlöss. Inga underarter finns listade i Catalogue of Life.